# TP53INP1
La proteína nuclear 1 inducible por p53 de la proteína tumoral es una proteína que en humanos está codificada por el gen TP53INP1. En ratones, esta proteína también se llama TRP53INP1 y está codificada por el gen Trp53inp1. La proteína también se conoce como SIP o "proteína inducible por estrés".

## Interacciones
Se ha demostrado que TP53INP1 interactúa con HIPK2 y p53 .